# Leopoldau (métro de Vienne)
Leopoldau  (en allemand : U-Bahn-Station Leopoldau) est la station terminus nord de la ligne U1 du métro de Vienne. Elle est située dans le quartier Leopoldau (de) dans le XXIe arrondissement, Floridsdorf, à Vienne en Autriche. 
Mise en service en 2006, elle est desservie par les rames qui circulent sur la ligne U1 du métro de Vienne.

## Situation sur le réseau

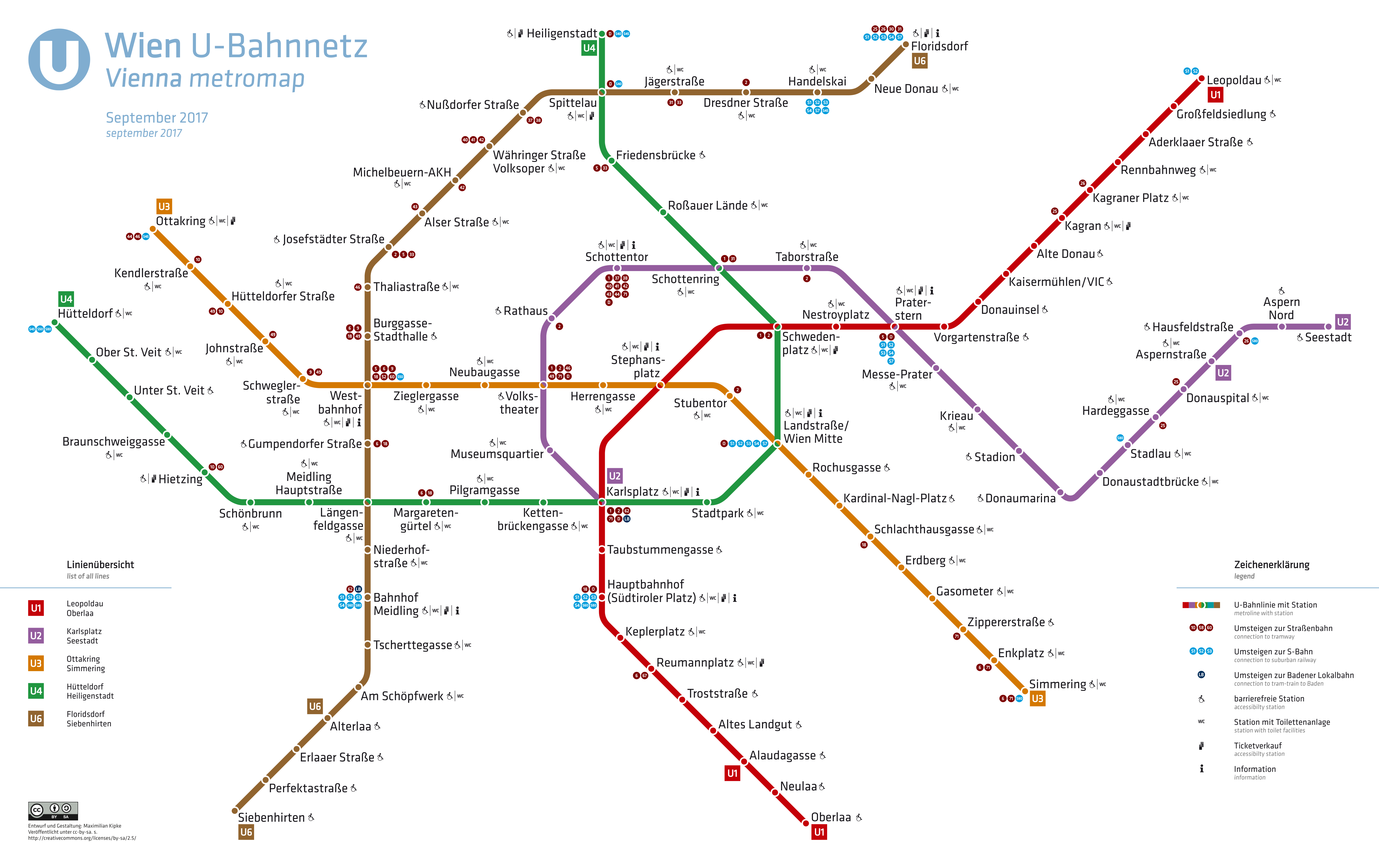
Plan du métro (2017).

Établie en surface, Leopoldau est la station terminus nord de la ligne U1 du métro de Vienne. Elle est située avant la station Grossfeldsiedlung, en direction du terminus sud Oberlaa.
Elle dispose d'un quai central encadré par les deux voies de la ligne, qui se prolongent après la station pour rejoindre le dépôt.

## Histoire
La station terminus Leopoldau est mise en service le 2 septembre 2006, lors de l'ouverture à l'exploitation du prolongement, de 4,6 km, depuis Kagran,.

## Services aux voyageurs

### Accès et accueil
La station possède plusieurs accès équipés d'un escalier et d'un ascenseur pour l'accessibilité des personnes à la mobilité réduite.

installations
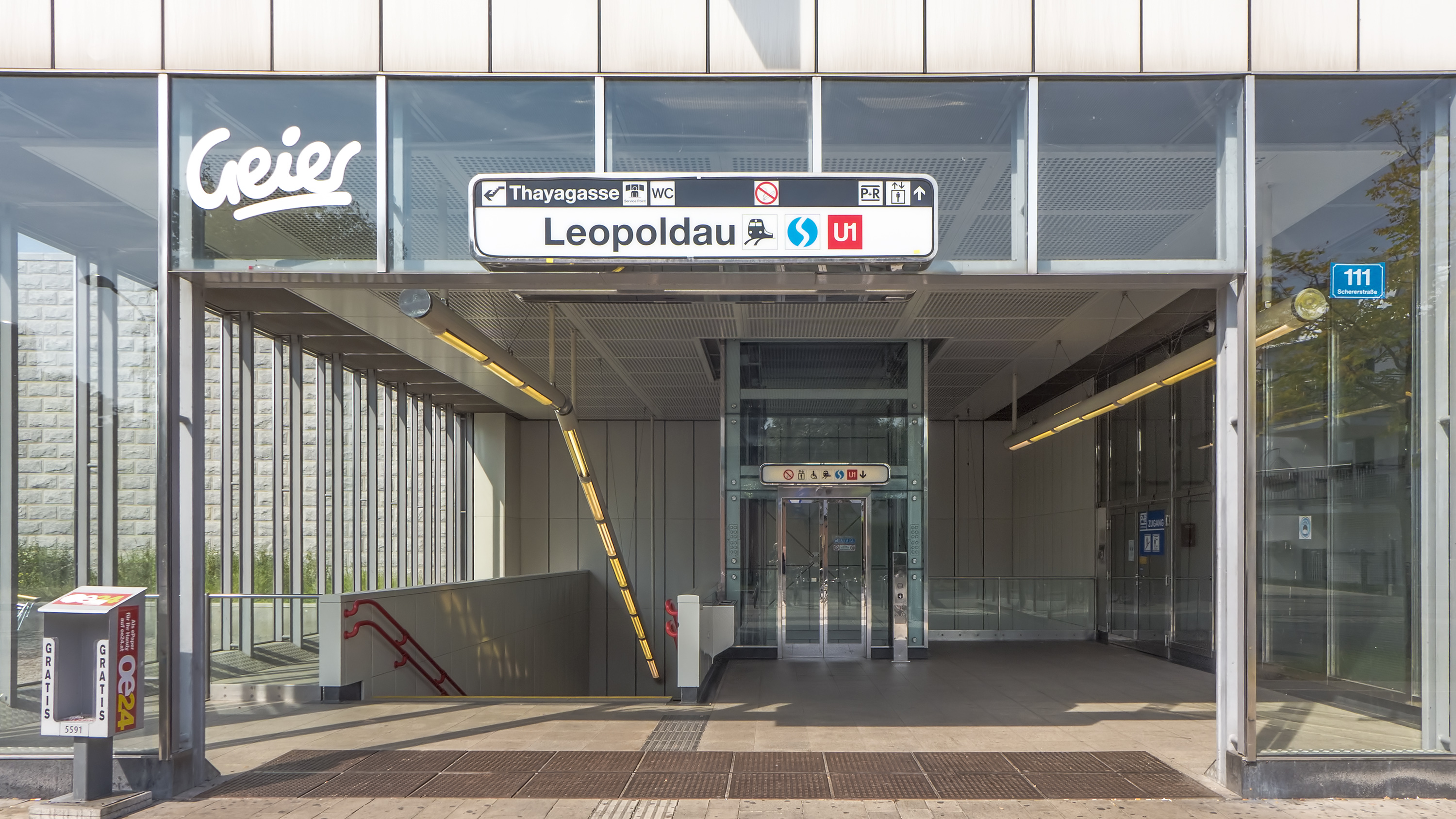
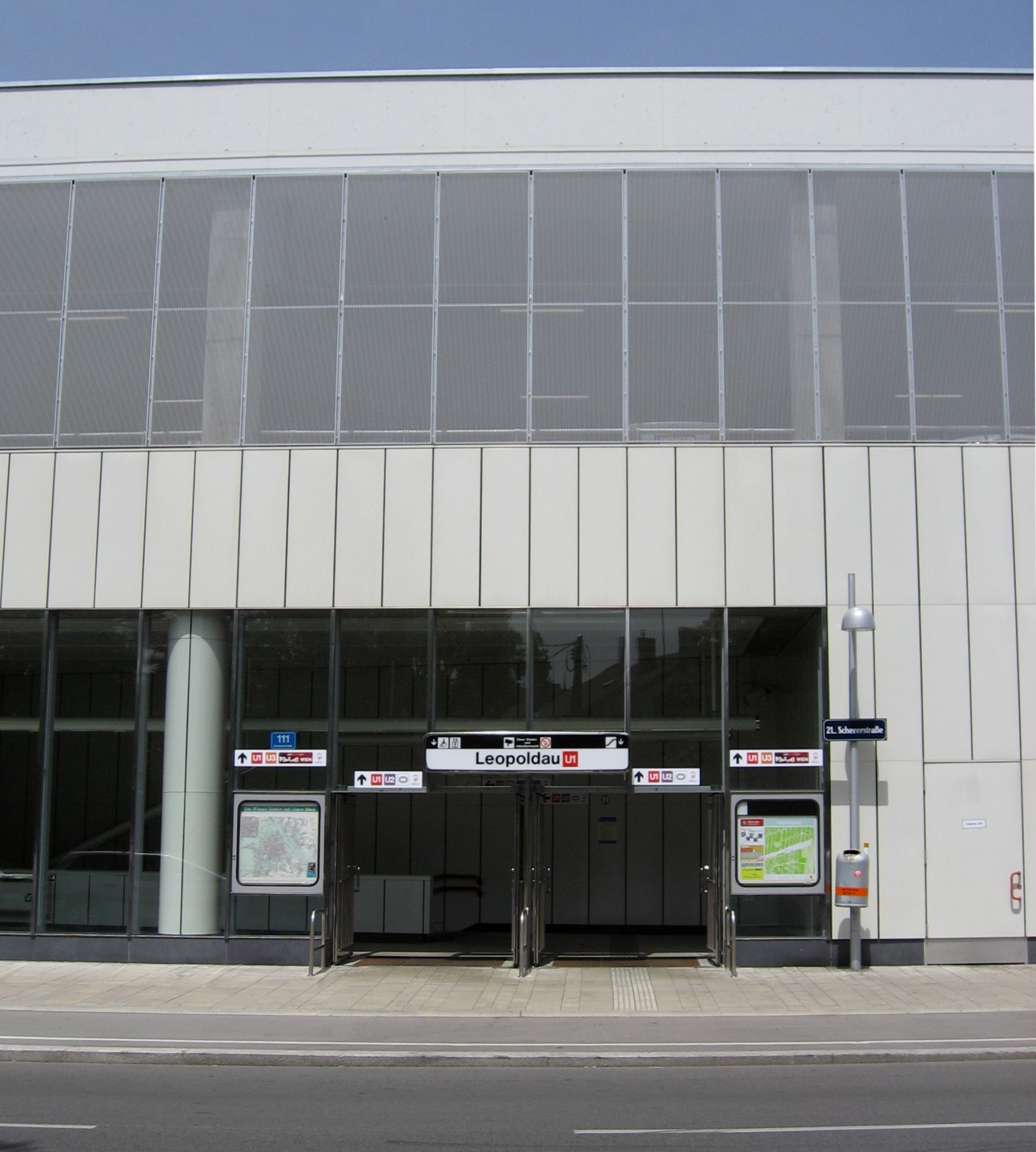
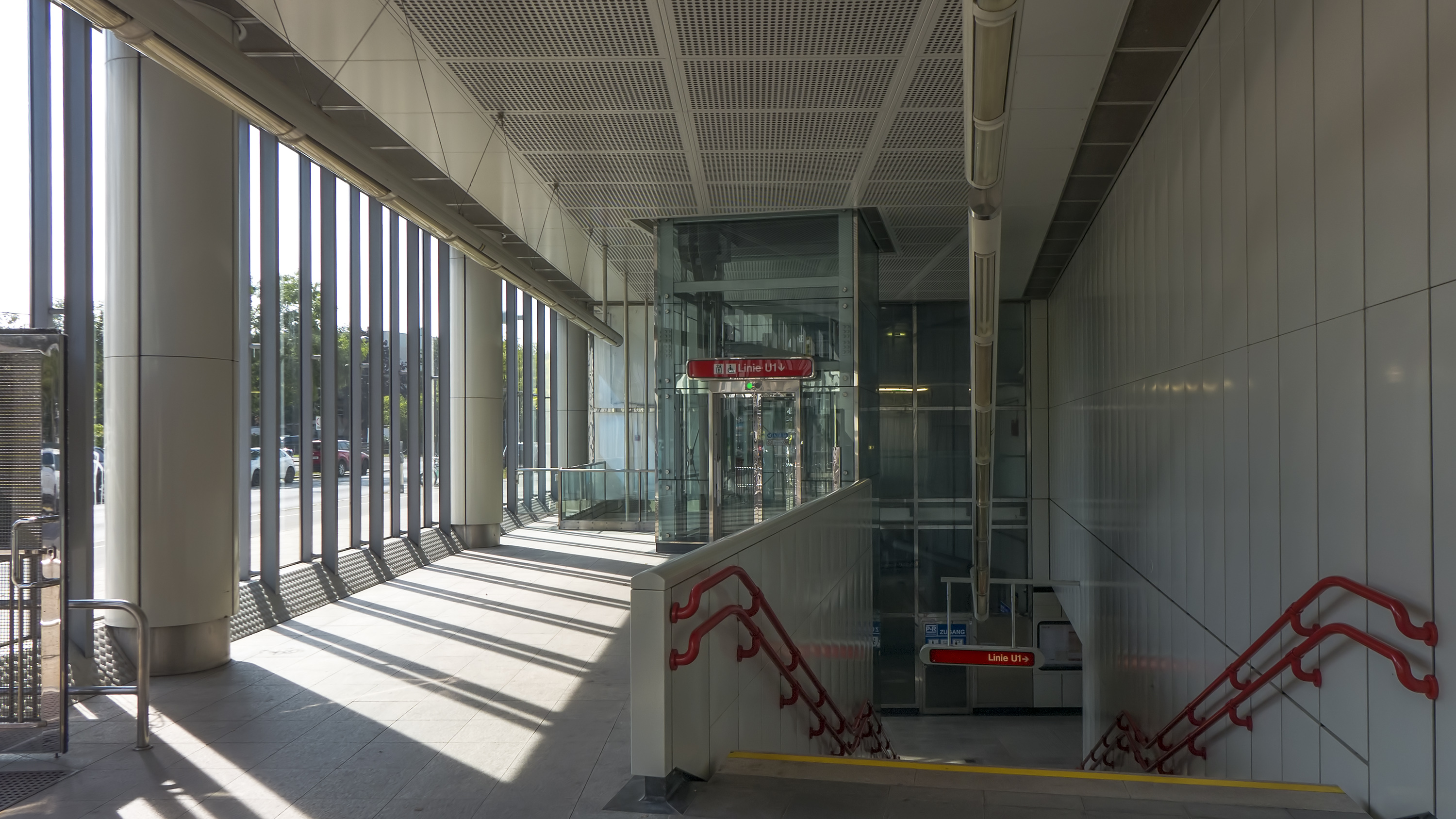

### Desserte
Leopoldau est desservie par les rames de la ligne U1 du métro de Vienne.

Installations et desserte
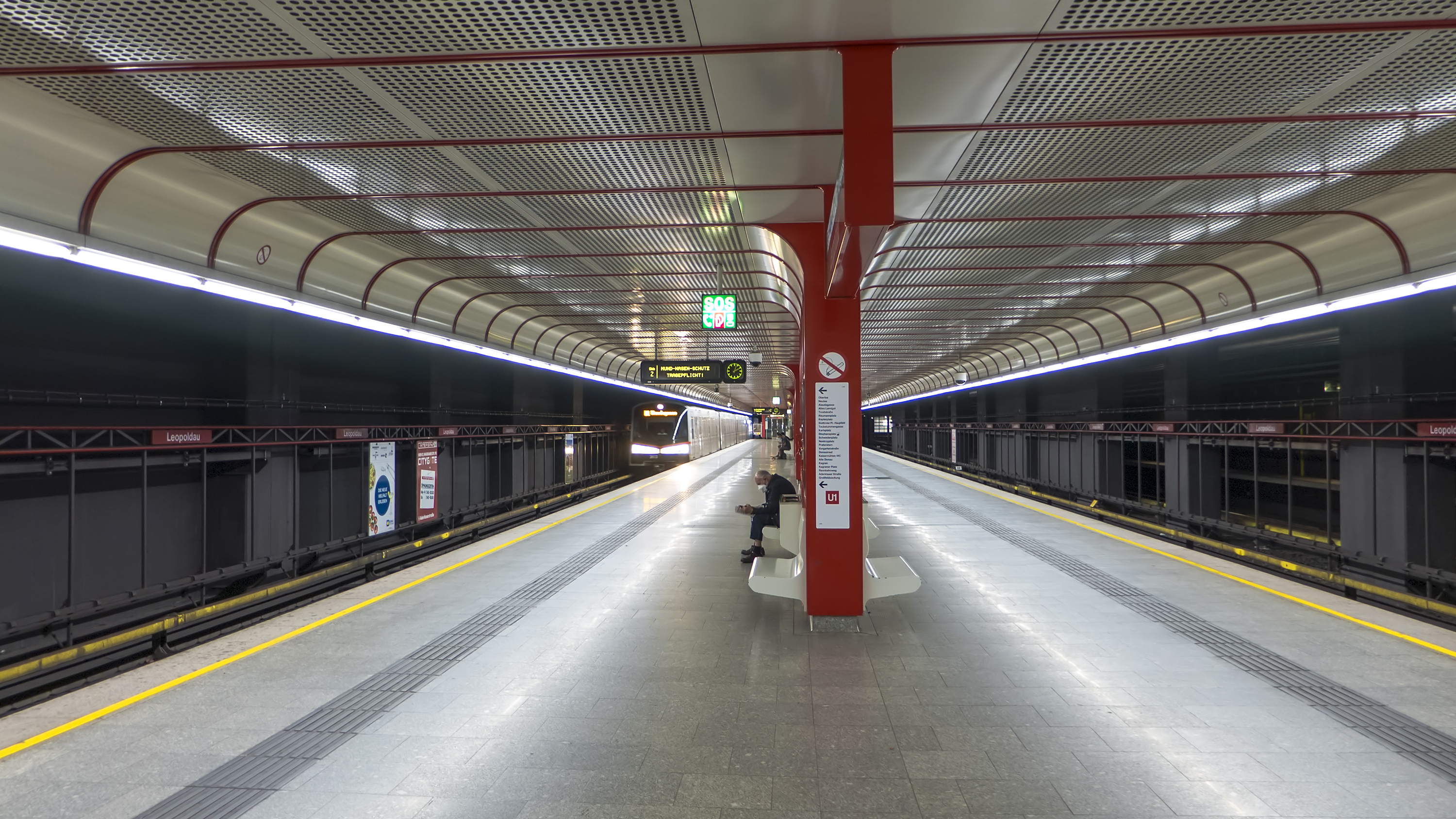
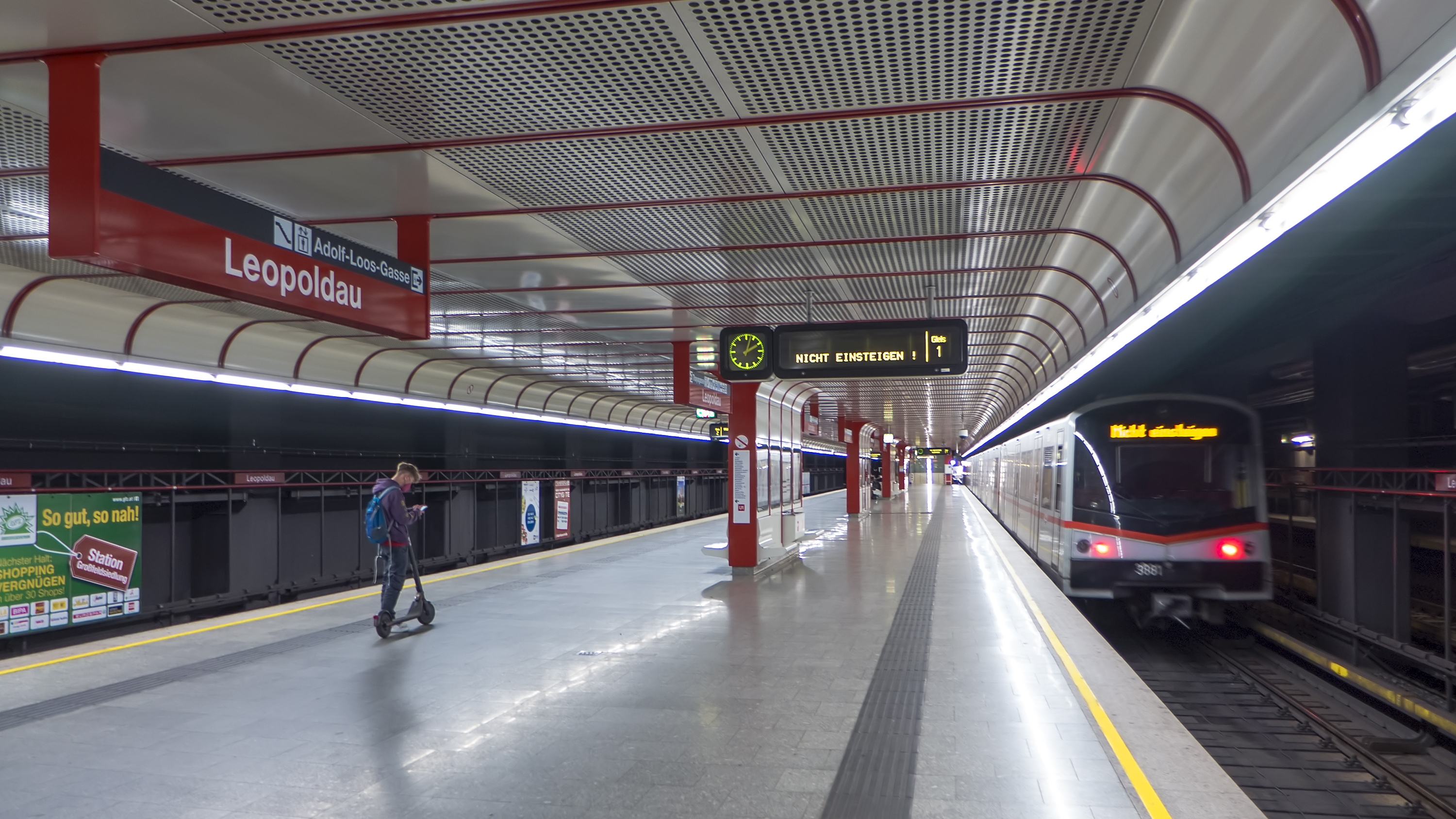
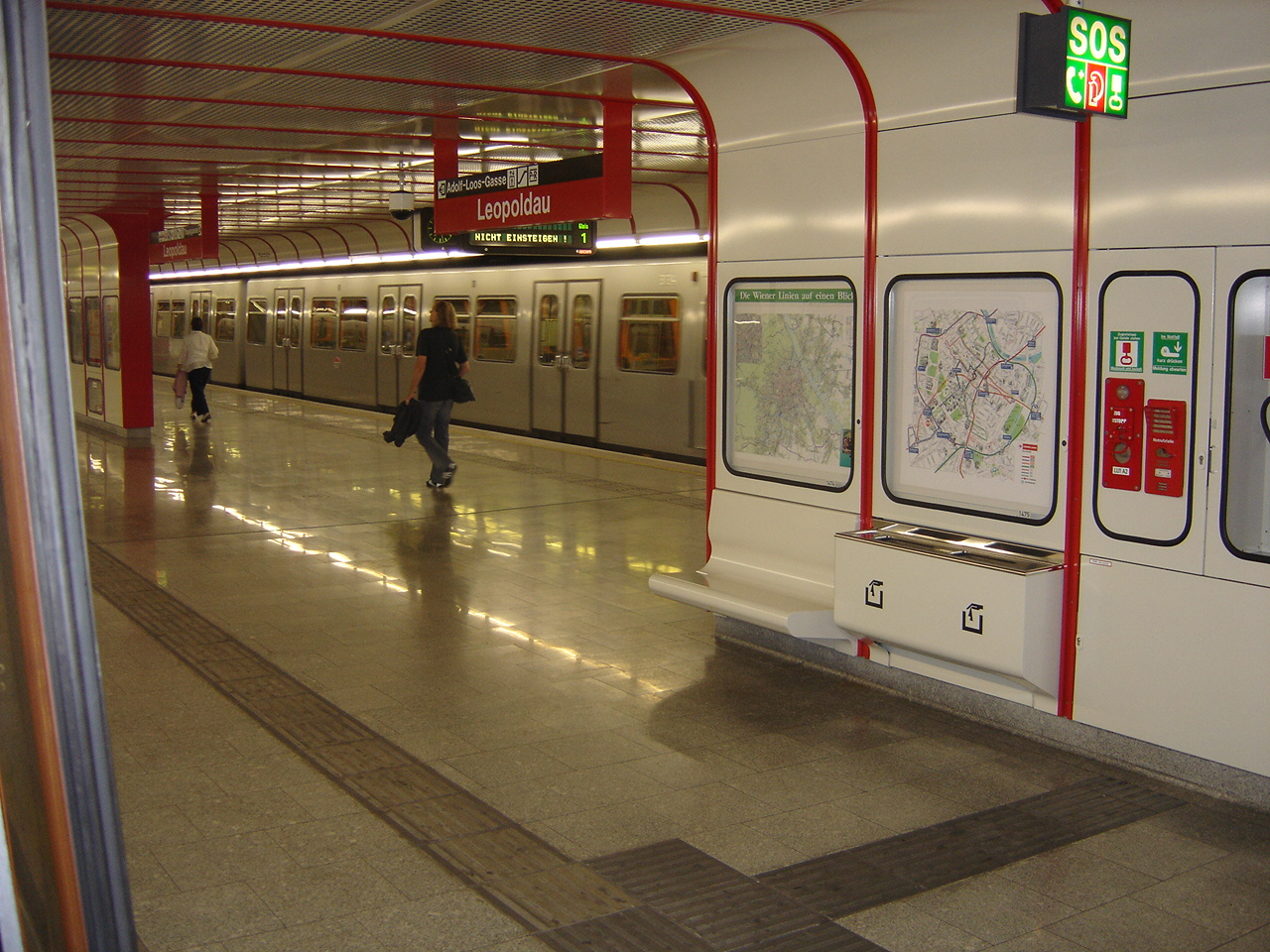

### Intermodalité
Elle est en correspondance directe, par l'accès nord équipé d'un escalier et un ascenseur, avec la gare de Vienne-Leopoldau (de), desservie notamment par des trains de la S-Bahn de Vienne des lignes S1 et S2. Les autres accès disposent d'arrêts de bus à proximité.